# Luigi Corti
Luigi Corti, född 24 oktober 1823, död 18 februari 1888, var en italiensk greve och diplomat.

## Biografi
Corti var minister i Stockholm 1864-1867, i Madrid 1867-1869 samt i Washington, D.C. 1870-1875. Under sin tid som minister i Washington var han president i skiljedomstolen i Alabamafrågan. Åren 1875-1878 var Corti minister i Konstantinopel. Han hemkallades därefter för att bli utrikesminister i Benedetto Cairolis första regering. Samma år insattes han även i senaten och representerade Italien vid Berlinkongressen. Efter regeringens avgång 1880 återvände Corti som ambassadör till Konstantinopel, där han stannade till 1885. Åren 1886-1887 var han sändebud i London.